# Société Anonyme
La Société Anonyme, Inc. fue una organización de arte fundada en 1920 por Katherine Sophie Dreier, Man Ray y Marcel Duchamp.
La Société Anonyme, Inc. organizó conferencias, conciertos, publicaciones, y exposiciones de arte moderno, incluyendo la exposición Internacional de Arte Moderno en el Museo de Brooklyn en 1926.
Entre 1920 y 1940 sus fundadores desarrollaron 80 exposiciones que mostraron principalmente arte abstracto.
Man Ray escogió el nombre "Société Anonyme", por haberlo visto esto en revistas francesas, pero sabiendo poco francés, asumió que se refería a alguna sociedad anónima en un sentido literal, cuando en realidad es un tipo de empresa. Aun así, Duchamp pensó que era un buen nombre y más tarde cuando la papelería legal estaba siendo escrita, añadió "Inc." después del nombre, con lo que el nombre final (que significa "Sociedad Anónima, S.A") incluye una redundancia dadaísta irónica y sutil.
La oficina central de la Société se cerró en 1928, pero Katherine Dreier siguió organizando eventos, y acumulando obras para añadir a la colección de la Société Anonyme. Katherine Dreier vio frustrarse su sueño de recaudar fondos para adquirir una sede permanente. Las habitaciones en la Calle 47 Este estuvieron abiertas tan sólo un año. Después, la Société Anonyme inició una vida nómada de museo sin muros.
Dreier donó a la colección al espacio de arte de la Universidad de Yale en 1941. El 30 de abril de 1950, para el 30 aniversario de la primera exposición que realizará La Société Anonyme, Inc. Katherine Dreier y Marcel Duchamp organizaron una cena en el New Haven Lawn Club, en la cual disolvieron formalmente la organización.